# Pistola Herval
A Pistola Herval foi uma pistola de ação por alavanca fabricada no Brasil. A arma era um protótipo destinado a tropas de cavalaria montadas.

## História
A Pistola Herval, que recebeu esse nome por ter sido construída por ordem do Marquês de Herval (General Osório), quando era Ministro da Guerra (1879), nada mais é do que uma Winchester 1873, reduzida, e modificada para para simplificar: por exemplo, a quantidade de componentes foi reduzida de 31 para 19.
Um número muito pequeno delas (certamente foram feitas três, menos de cinco no total, supõe-se) foram feitas à mão na Fábrica de Armas da Conceição, não sendo adotadas. Apesar de puramente experimental, e também fruto da modificação de uma arma já existente, aparece em diversos documentos e livros, talvez pelo fato de ter surgido de uma intervenção pessoal do General Osório, herói da Guerra do Paraguai.
Um exemplo sobrevive até hoje, no Museu do Exército, Forte de Copacabana.